# San Antonio Molinos
San Antonio Molinos är en ort i Mexiko.   Den ligger i kommunen Epitacio Huerta och delstaten Michoacán de Ocampo, i den sydöstra delen av landet, 130 km nordväst om huvudstaden Mexico City. San Antonio Molinos ligger 2 366 meter över havet och antalet invånare är 1 023.
Terrängen runt San Antonio Molinos är kuperad norrut, men söderut är den platt. Runt San Antonio Molinos är det ganska tätbefolkat, med 75 invånare per kvadratkilometer. Närmaste större samhälle är Amealco, 14,4 km nordost om San Antonio Molinos. I omgivningarna runt San Antonio Molinos växer huvudsakligen savannskog.